# Квашнины
Квашнины — древний русский дворянский род.
Род внесён в Бархатную книгу. При подаче документов (1688) для внесения рода в Бархатную книгу была предоставлена родословная роспись Квашниных.
Этот род внесён в Бархатную книгу, а в Гербовник не внесены.
Потомства Фёдора Ивановича и Василия Васильевича Квашниных, воевод Углича (1657 и 1667), внесён во II часть родословной книги Тверской губернии.
От рода Квашниных пошли дворяне: Тушины, Дудины, Жоховы, Самарины, Розладины, Невежины, Шестаковы, Фомины.
В Боярских книгах записаны: Фомины-Квашнины и Квашнины-Самарины.

## Происхождение и история рода
Предок, «муж честен» Нестер Рябец, выехал (около 1300) к великому князю Ивану I Даниловичу Калите из Литвы, Галича Южного, где упоминается (1282) в числе бояр короля галицкого Льва Даниловича и с ним пришла дружина в 1700 человек.
Его сын Родион Несторович был боярином у Калиты, а внук Иван Родионович Квашня († 1390), боярин, в Куликовской битве командовал Костромским полком (08 сентября 1380), подписался свидетелем в духовной грамоте Дмитрия Донского. Степан Родионович Квашня по прозванию Самара (VI-колено), является родоначальником Самариных, Квашниных и Квашниных-Самариных.
Василий Иванович Квашнин 1-й воевода 7-го ертаульного полка в Казанском походе (1544). Михаил Иванович воевода Сторожевого полка в Полоцком походе (1551). В царской жалованной грамоте Василию Андреевичу дано (1564/68) поместье в Шелонской пятине.
В XVII веке многие Квашнины служили стольниками и воеводами.

## Известные представители
- Василий Никифорович Басалай-Квашнин — посол в Крыму (1537), участвовал в шведском (1549) и полоцком (1551) походах.
- Квашнин Андрей Александрович († 1557) — окольничий.
- Квашнин Ждан Авалович — посол Ивана Грозного к императору Рудольфу и к датскому королю Фридриху.
- Квашнин Фёдор Васильевич — воевода в Ивангороде (1502 и 1515).
- Василий Иванович мышок — воевода в литовских походах (1535 и 1536).
- Квашнин Аталык Иванович — осадный воевода в Кореле (1578 и 1579).
- Квашнин Ждан Иванович — воевода в лифляндском походе (1575), московский дворянин (1627—1629).
- Квашнин Пётр Григорьевич — стольник патриарха Филарета (1627—1629), стольник (1636—1640).
- Квашнин Фадей Григорьевич — патриарший стольник (1627—1629), московский дворянин (1636—1677).
- Квашнин Фёдор Васильевич — патриарший стольник (1627—1629), стольник (1629—1640).
- Квашнины: Семён Анфиногенович, Михаил Салтанович, Фома и Максим Ивановичи, Пётр и Василий Григорьевичи — московские дворяне (1627—1658).
- Квашнин Григорий — воевода в Бежецком-Верхе (1627—1628), в Карачеве (1632).
- Квашнин Иван Григорьевич — воевода в Белёве (1634), в Ржеве (1643), в Ярославле (1648—1649).
- Квашнины: Юрий Иванович, Мелентий Жданович, Иван Григорьевич, Осип, Иван и Елизарий Михайловичи — стольники (1636—1640).
- Квашнин Мелентий Жданович — воевода в Валуйках (1638—1640).
- Квашнин Фёдор Иванович — воевода в Свияжске (1638).
- Квашнин Мелентий Клементьевич — воевода в Берёзове (1643—1646), в Валках (1649—1651), в Терках (1658—1659).
- Квашнин Исай Максимович — стряпчий (1658—1668), воевода в Мангазее (1659—1699), в Новгороде-Северском (1668).
- Квашнин Пётр Александрович — воевода в Старой Русе (1664—1665).
- Квашнин Михаил Мелентьевич — воевода в Тюмени (1676—1680).
- Квашнин Борис Максимович — стольник (1686), воевода в Бежецком-Верхе (1677—1678), в Арзамасе (1686—1688).
- Квашнин Василий Васильевич — воевода в Угличе (1677—1678).
- Квашнин Иван Иванович — московский дворянин (1636—1677), воевода в Шацке (1679), стольник (1688—1692).
- Квашнин Фёдор Андреевич — воевода в Гдове (1680).
- Квашнин Кузьма Елизарович — стольник, воевода в Твери (1685).
- Квашнины: Степан Фёдорович, Василий Яковлевич — стольники царицы Прасковьи Фёдоровны (1682—1692).
- Квашнины: Василий и Авраам Елизаровичи, Александр Иванович, Фёдор Максимович — стряпчие (1682—1692).
- Квашнины: Яковы Большой и Меньшой Ивановичи, Иван Григорьевич, Фёдор и Григорий Андреевичи, Григорий Леонтьевич, Борис Григорьевич, Алексей Матвеевич, Фёдор Елизарович — московские дворяне (1658—1692).
- Квашнины: Степан Борисович, Юрий и Родион Ивановичи, Мелентий Моисеевич, Михаил Мелентьевич, Михаил Осипович, Кузьма Елизарович, Иван и Борис Фёдоровичи, Артемий Матвеевич — стольники (1692)[6][9].
- К этому же роду принадлежит генерал армии А. В. Квашнин, бывший Начальник Генерального штаба ВС России (1997—2004), бывший Полномочный представитель Президента России в Сибирском федеральном округе (2004—2010)[10].